# Шунут
Шунут (Шунут-Камінь) — гора в Свердловській області Росії, гірська вершина Уралу довжиною 15 кілометрів. Знаходиться на захід від Єкатеринбурга. Є стратотипом, а також найвищою точкою Коноваловського увалу. Відома і часто відвідувана туристами пам'ятка природи Уралу з камінням-останцями та покрита темнохвойною тайгою, що є місцем для життя рідкісних рослин.

## Географічне положення
Гора Шунут розташована на кордоні муніципального утворення «Нижньосергинський район» і муніципального утворення «міський округ Ревда», найвища вершина хребта Коноваловський увал, у його центральній частині. Гора заввишки 726,2 метра повністю покрита темнохвойних лісом і розташована за 10 км на північний захід від селища Краснояр. На південь від гори знаходиться Шунутське болото, з якого бере початок річка Шунут, права притока річки Бардим.

## Опис
На вершині гори знаходяться скелі-останці, які з східної сторони досягають висоти 60-70 метрів. Здалеку нагадують середньовічну фортецю. Масив складений древніми кварцитовим породами, конгломератами, кварцитів-пісковиками. На горі росте безліч рідкісних видів рослин (анемона уральська, цицербита уральська, підлісник європейський, зозулині черевички, саранка). Від лісовозної дороги, що йде вздовж східного схилу хребта, до вершини по просіці відходить торна стежка. З вершини гори у гарну погоду помітне місто Єкатеринбург. Гора є природною геологічною пам'яткою з південно-тайговим ландшафтом і з елементами європейських темнохвойних і широколистяних лісів, зі скельними оголеннями і рідкісними видами рослин.
Гора в основному покрита лісом, за винятком вершини і ряду прилеглих до неї скель. Висота скель — 25–40 метрів з заходу, 60-70 метрів зі сходу, вік — понад 600 млн років. За характером ґрунтів і рослинного покриву територія цього гірського масиву з прилеглими землями відноситься до зони тайги, її південної підзони. Погано проглядається з лісистих околиць і знайти її, не знаючи точних орієнтирів, буває складно. На відрозі гори Шунут знаходиться відома скеля Старий Камінь, яку ще називають Головою Шунута. До гори підходить ґрунтова дорога, що йде від околиці Маріїнська. Поряд з Шунутом є цілюще радонове джерело Платоніда, має досить цікаву історію.

## Етимологія
З мансійської мови шун — «істота», башкирського ут — «вогонь». Гора використовувалася як сторожова, сигнальний вогонь розпалювався в разі небезпеки. Інша версія з тюркської мови шун — «сани», «нарти». У деяких роботах замість Шунут-камінь використовується назва Білий камінь (ймовірно, за світлий колір скель). А також широко використовується річка Шунут, Шунутський рудник, Шунутський увал, Шунутські гори, Шунутський кряж, Шунутська гряда, що говорить про те, що первинною є назва річки.

## Пам'ятка природи
З 1983 року гора Шунут-камінь з навколишніми лісами площею 3806 га на території Нижньо-Сергинського лісництва, Білімбаєвського лісництва є особливо охоронюваною територією Свердловської області, геоморфологічною, стратиграфічною пам'ятникою, ландшафтним заказником.